# Iago ap Beli
Iago ap Beli   (560 (Gregorià) - p. 613 (Gregorià)) fou un rei de Gwynedd que va regnar de l'any 599 al 616. Se'n saben poques coses d'ell i del seu regnat i només en tenim algunes mencions anecdòtiques en documents històrics.
Iago ap Beli (en llatí: Iacobus Belii filius; en català: Jaume, fill de Beli) va ser fill i successor del rei Beli ap Rhun, i consta a les genealogies reials d'Harleian i al Jesus College MS. 20. L'únic altre registre que se'n té és una nota de la seva mort, la qual va ocórrer el mateix any que la batalla de Chester (en gal·lès: Gwaith Caer Lleon), tot i no haver-hi cap mena de connexió entre la mort d'Iago i la famosa batalla ni cap mena de proves que el regne de Gwynedd hi participés. Va ser succeït al tron pel seu fill, Cadfan ap Iago.
A la publicació de l'any 1766 del Mona Antiqua Restaurata d'Henry Rowlands es diu que els arxius de la catedral de Bangor esmenten que Iago hi fundà el deganat ("Iago ap Beli Rex Decanatu Ecclesiam ditavit"). Tanmateix, la veracitat de l'afirmació de l'arxiu es posa en dubte a l'obra Councils and Ecclesiastical Documents Relating to Great Britain and Ireland d'Haddan i Stubbs, on s'assenyala que "el primer testimoni històric d'un deganat a Bangor és del 1162".
A les tríades gal·leses medievals, la mort del rei Iago ap Beli es descriu com al resultat d'un cop de destral per part d'un dels seus propis homes, un tal Cadafael Wyllt (en català: Cadafael el Salvatge). A l'obra Celtic Britain, John Rhys assenyala que els Annals of Tigernach esmenten la mort de Iago i utilitzen la paraula dormitato, la qual en llatí significa dormir però com a eufemisme de la mort, la qual cosa contradiu la mort violenta esmentada a les tríades. A més, com que la paraula dormitato s'utilitzava generalment per a referir-se als monjos en el moment de la mort, és possible que Iago renunciés a la seva condició de rei i, posteriorment, dugués una vida monacal.

## Jofre de Monmouth
Les històries en gran part fictícies de l'antiga Gran Bretanya escrites per Jofre de Monmouth utilitzen els noms de molts personatges històrics com a personatges, i l'ús d'aquests noms és una llicència literària feta per avançar en la trama de les històries de Jofre. Una d’aquestes històries utilitza el nom del fill de Iago, Cadfan i d'altres personatges que li van ser contemporanis. La història explica com un tal Edwin va passar la seva joventut exiliat a Gwynedd, creixent al costat del net d’Iago, el futur rei Cadwallon. No hi ha cap base històrica per a aquesta història, com es reconeix al prefaci d'una obra sobre el tema.
No obstant això, va sorgir una història "tradicional" que combinava la ficció de Jofre amb la història coneguda, en la qual s'hi afirmava que el futur rei Edwin de Northúmbria havia passat la seva joventut a Gwynedd, creixent al costat del net d'Iago, el futur rei Cadwallon. De fet, Cadwallon i Edwin eren enemics sense connexions juvenils que ens siguin conegudes. En la història real el rei Edwin va envair Gwynedd i va expulsar-ne el rei Cadwallon, i seria el propi Cadwallon qui, en aliança amb Penda de Mercia, derrotaria i mataria Edwin el 633 a la batalla d'Hatfield Chase (en gal·lès: Gwaith Meigen). La història que havien passat junts una joventut idíl·lica pot haver tingut un atractiu romàntic però del tot irreal.
El que se sap de la història és que el 588 el rei Ælla de Deira va morir i Etelfred de Bernícia va aprofitar l'oportunitat per envair i conquerir Deira, portant a l'exili el fill petit de 3 anys d'Ælla, el futur Edwin de Northúmbria. Edwin s'alià finalment amb Raedwald d'Ànglia de l'Est l'any 616 i acabà derrotant i matant a Etelfred i convertint-se en un dels reis amb més bon èxit de Northúmbria. Es desconeix, emperò, la vida d'Edwin a l'exili i no hi ha cap mena base històrica per situar-lo a Gwynedd.